# Dina Jewel
Dina Jewel (egentligen Nanna Grønnevik) född 1 februari 1978, är en norsk porrskådespelare. Hennes första film var Fresh Flesh 3. Hon blev utvald till tidningen Penthouses Pet of the Month februari 1998.
Hon var som mest aktiv i branschen mellan 1996 och 1999, och filmade mycket i USA där hon gjorde många scener med Mr. Marcus.

## Filmografi
- Sexsvindlaren
- Smörgåsbord
- Smörgåsbord 2
- Svenska pumor
- Tjejer kan